# Cattleya
Cattleya is een geslacht van orchideeën. Dit geslacht met circa zestig soorten stamt uit Zuid-Amerika.
Het zijn epifyten met meest langgerekte, cilindrische, dikke of dunne schijnknollen. Daar groeien van boven een of twee langgerekte eironde tot kort-zwaardvormige bladeren uit, die langer dan een seizoen aan de plant blijven. De bloemstengel ontspruit aan de schede aan de basis van het blad. Het aantal bloemen varieert van twee tot vijftien, bij kleinbloemige soorten zelfs nog wel meer. Veel soorten en cultivars zijn geschikt als snijbloem. Naast hun vaak felle kleuren worden de bloemen gekenmerkt door een brede tongvormige lip, die vaak geplooid is of een rimpelige rand heeft.
De botanische naam verwijst naar de Engelsman William Cattley, een orchideeënverzamelaar.
Cattleya-soorten worden vaak gebruikt als kamerplant. De kerstorchidee Cattleya trianae is de nationale bloem van Colombia.

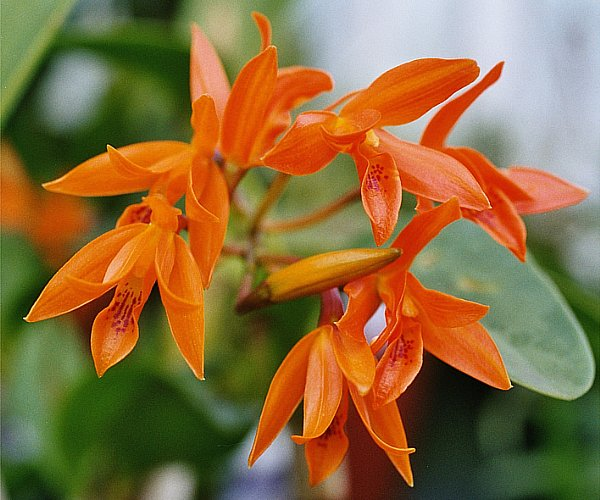
Cattleya aurantiaca
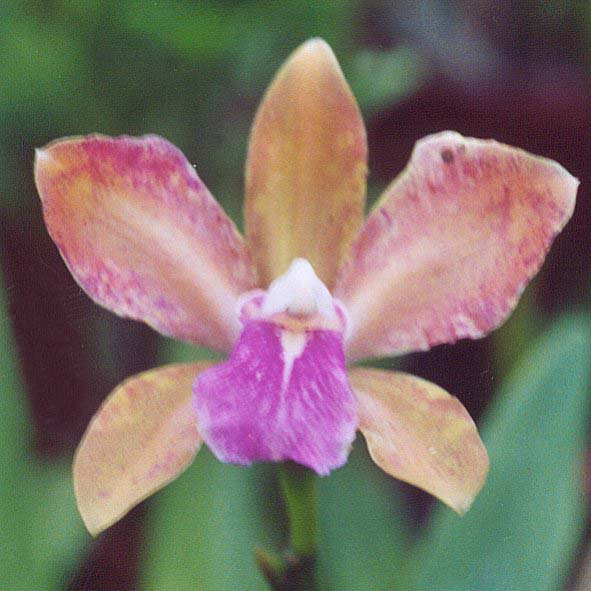
Cattleya bicolor
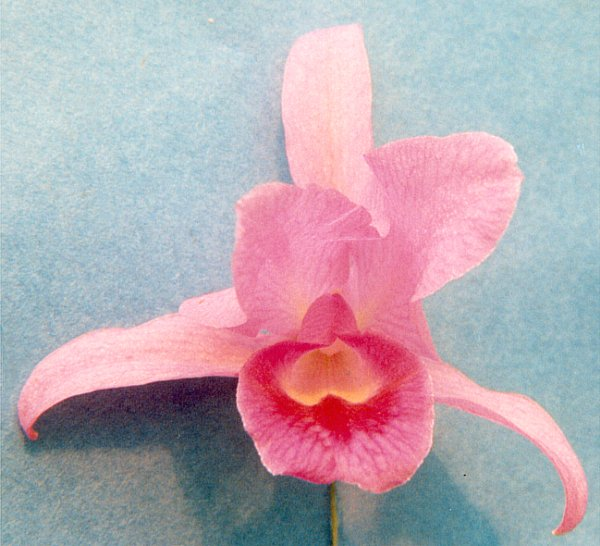
Cattleya bowringiana

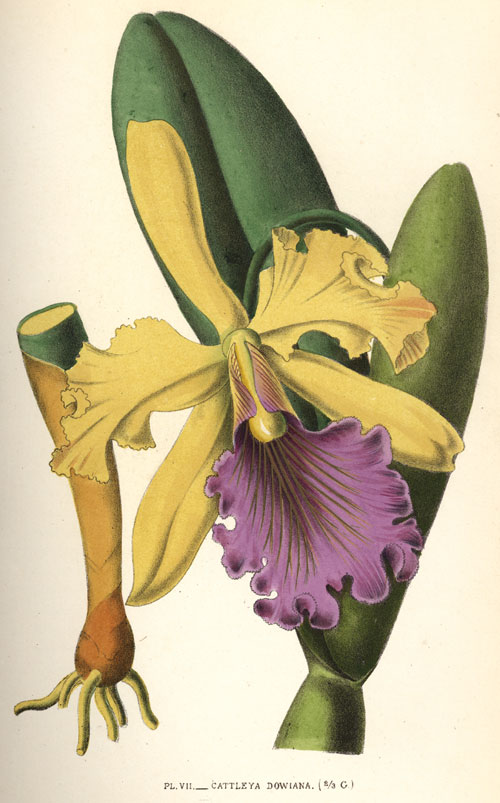
Cattleya dowiana
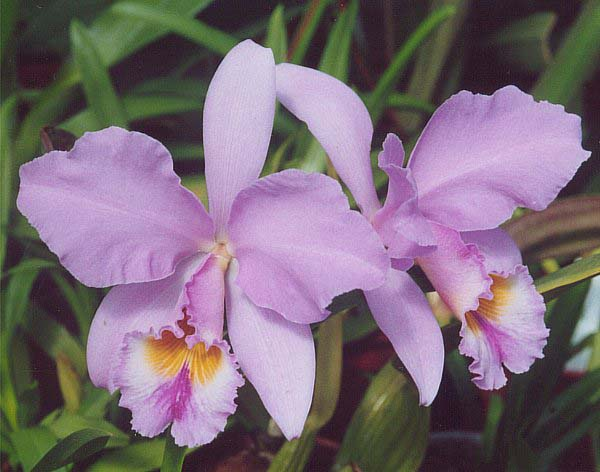
Cattleya gaskelliana
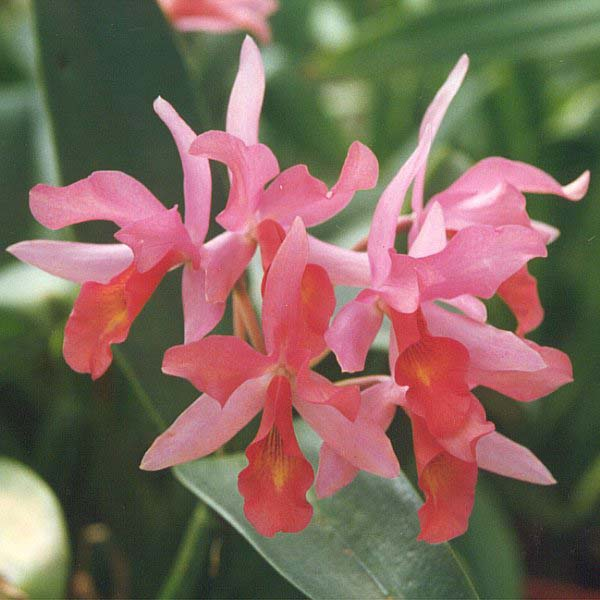
Cattleya guatemalensis

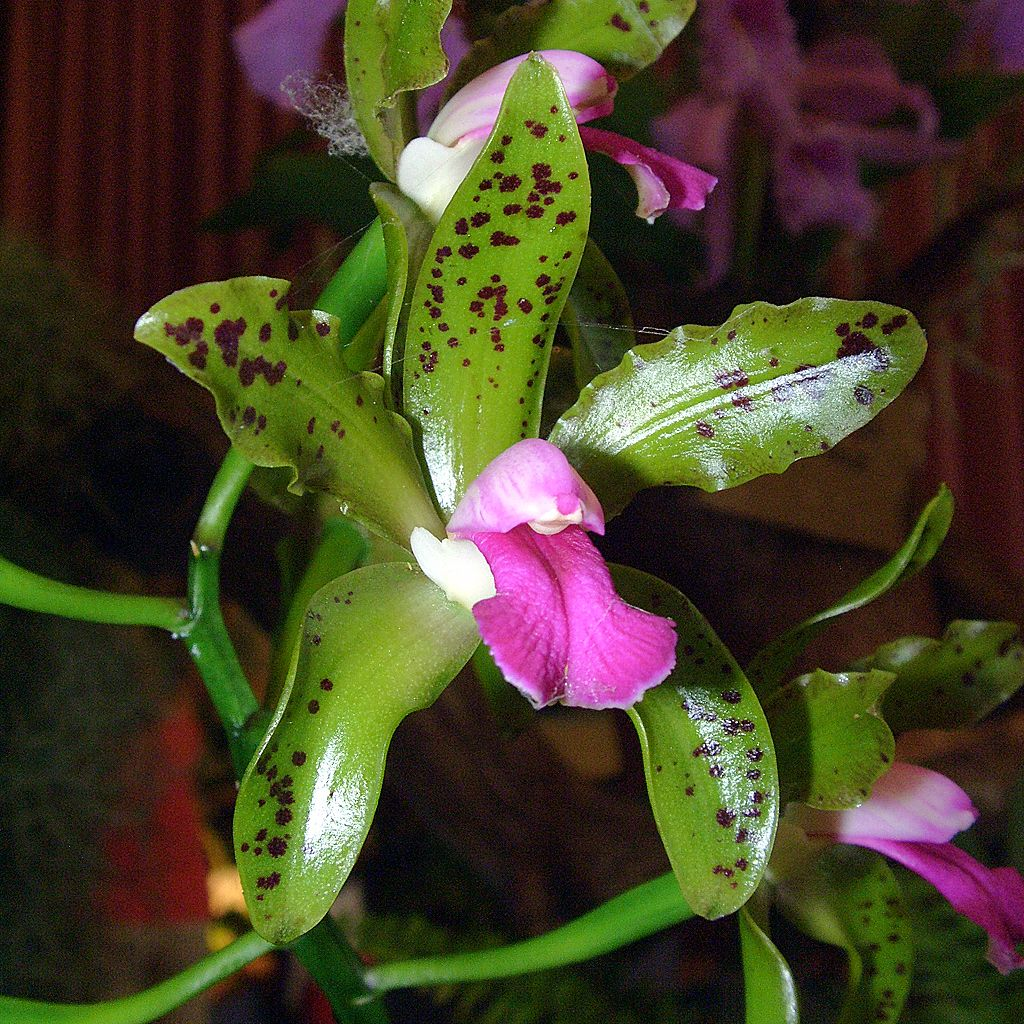
Cattleya guttata
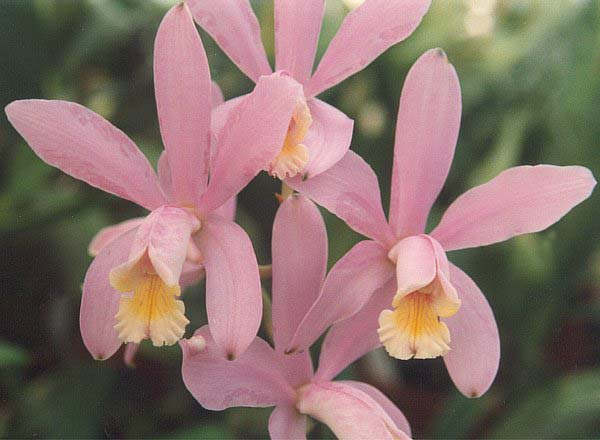
Cattleya loddigesii
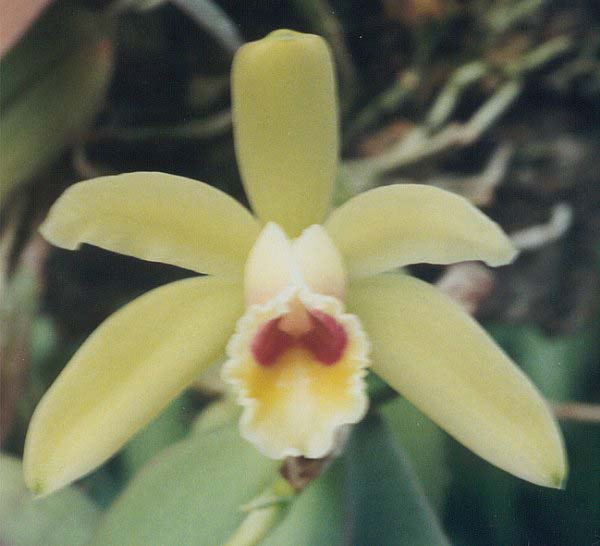
Cattleya luteola

## Enkele planten in dit geslacht

### Gewone planten
- Cattleya aclandiae
- Cattleya amethystoglossa
- Cattleya araguaiensis
- Cattleya aurantiaca
- Cattleya aurea
- Cattleya bicolor 
  - Cattleya bicolor subsp. bicolor
  - Cattleya bicolor subsp. canastrensis
  - Cattleya bicolor subsp.  minasgeraiensis
- Cattleya bowringiana
- Cattleya candida
- Cattleya dormaniana
- Cattleya dowiana
- Cattleya elongata
- Cattleya forbesii
- Cattleya gaskelliana
- Cattleya granulosa
- Cattleya guttata

- Cattleya harrisoniana
- Cattleya intermedia 
  - Cattleya intermedia subsp. orlata
- Cattleya iricolor
- Cattleya jenmanii
- Cattleya kerrii
- Cattleya labiata
- Cattleya lawrenceana
- Cattleya loddigesii 
  - Cattleya loddigesii subsp loddigesii 
  - Cattleya loddigesii subsp. purpurea
- Cattleya lueddemanniana
- Cattleya luteola
- Cattleya maxima
- Cattleya mendelii
- Cattleya mooreana
- Cattleya mossiae
- Cattleya nobilior

- Cattleya patinii
- Cattleya percivaliana
- Cattleya porphyroglossa
- Cattleya rex
- Cattleya schilleriana
- Cattleya schofieldiana
- Cattleya schroderae
- Cattleya skinneri
- Cattleya tenuis
- Cattleya tigrina
- Cattleya trianae
- Cattleya velutina
- Cattleya violacea
- Cattleya walkeriana
- Cattleya wallisii
- Cattleya warneri
- Cattleya warscewiczii

### Kruisingen
- Cattleya ×brasiliensi
- Cattleya ×brymeriana
- Cattleya ×calimaniorum
- Cattleya ×colnagiana
- Cattleya ×dayana
- Cattleya ×dolosa
- Cattleya ×dukeana
- Cattleya ×duveenii
- Cattleya ×gransabanensis
- Cattleya ×guatemalensis
- Cattleya ×hardyana

- Cattleya ×hybrida
- Cattleya ×imperator
- Cattleya ×intricata
- Cattleya ×isabella
- Cattleya ×itatiayae
- Cattleya ×joaquiniana
- Cattleya ×kautskyi
- Cattleya ×lucieniana
- Cattleya ×measuresii
- Cattleya ×mesquitae
- Cattleya ×mixta

- Cattleya ×moduloi
- Cattleya ×patrocinii
- Cattleya ×picturata
- Cattleya ×resplendens
- Cattleya ×scita
- Cattleya ×tenuata
- Cattleya ×undulata
- Cattleya ×venosa
- Cattleya ×victoria-reginae
- Cattleya ×wilsoniana
- Cattleya ×zayrae